# Liga Mexicana de Béisbol 1933
La Temporada 1933 de la Liga Mexicana de Béisbol fue la novena edición. Para este año se mantiene en 6 el número de equipos pero hubo tres cambios de sede, desaparecieron los equipos de los Cardenales de Puebla, Chiclets Adams de México y Tráfico de México. En su lugar ingresan los equipos de Monte de Piedad de México, Tránsito de México y los Zapadores de México. El calendario constaba de 20 juegos que se realizaban solamente los fines de semana, el equipo con el mejor porcentaje de ganados y perdidos se coronaba campeón de la liga. 
Los Tigres de Comintra obtuvieron el segundo campeonato de su historia al ganar una serie final contra el Pachuca de Hidalgo 3 juegos a 2, ya que ambos equipos terminaron empatados en primer lugar con 15 ganados y 5 perdidos, con 3 juegos de ventaja sobre el Delta de México. El mánager campeón fue Manuel Oliveros, convirtiéndose en el primer timonel mexicano en conquistar 2 campeonatos en el circuito.

## Equipos participantes
| Liga Mexicana de Béisbol 1933 |           |                  |
| Equipo                        | Fundación | Ciudad           |
| Delta de México               | 1929      | México, D. F.    |
| Monte de Piedad de México     | 1933      | México, D. F.    |
| Pachuca de Hidalgo            | 1926      | Pachuca, Hidalgo |
| Tigres de Comintra            | 1928      | México, D. F.    |
| Tránsito de México            | 1933      | México, D. F.    |
| Zapadores de México           | 1933      | México, D. F.    |

## Posiciones
| Liga Mexicana de Béisbol | Liga Mexicana de Béisbol | Liga Mexicana de Béisbol | Liga Mexicana de Béisbol | Liga Mexicana de Béisbol |
| Equipo                   | JG                       | JP                       | PCT                      | JV                       |
| ------------------------ | ------------------------ | ------------------------ | ------------------------ | ------------------------ |
| Comintra                 | 15                       | 5                        | .750                     | -                        |
| Hidalgo                  | 15                       | 5                        | .750                     | -                        |
| Delta                    | 12                       | 8                        | .600                     | 3.0                      |
| Tránsito                 | 9                        | 11                       | .450                     | 6.0                      |
| Monte de Piedad          | 8                        | 12                       | .400                     | 7.0                      |
| Zapadores                | 1                        | 19                       | .050                     | 14.0                     |

| Empatados en primer lugar, por lo que se jugó una Serie por el Campeonato |